# Маунт Ръшмор
Планината Ръшмор (на английски: Mount Rushmore National Memorial, на лакота Tȟuŋkášila Šákpe, Igmútȟaŋka Pahá) е национален паметник в САЩ, разположен в района на гр. Кийстоун, окръг Пенингтън, щата Южна Дакота на височина от 1745 метра. Символизира първите 130 години от историята на САЩ.
Между 1927 г. и 1941 г. върху площ от около 5 кв. км са издялани лицата на 4 американски президенти, от ляво надясно: Джордж Вашингтон, Томас Джеферсън, Теодор Рузвелт и Ейбрахам Линкълн. Те са избрани заради тяхната роля в опазването на страната и разширяването на територията ѝ.

## История
Началото е поставено от скулптора Гитзън Борглам през 1927 г., който заедно с 400 работници започва изграждането на огромните статуи. Образът на Джордж Вашингтон е завършен на 4 юли 1934 г. 2 години по-късно президентът Франклин Делано Рузвелт открива лика на предшественика си Томас Джеферсън. По случай 150-ата годишнина на американската конституция е завършен и паметникът на Линкълн на 17 септември 1937 г. Официално паметникът е открит на 31 октомври 1941 г.
В по-голямата си част „Планината Ръшмор“ се състои от гранит. Близо 90 % от монумента е изваяна с помощта на динамитни взривове. Детайлите по лицата на президентите са оформени с пневматичен чук. Въпреки изключително опасните условия на труд на работниците, които се спускали надолу по скалите, вързани със стоманени въжета, за 14-те години строителни и скулптурни дейности няма нито един смъртен случай.
Цялостният план на скулптора не е изпълнен. Предвиждало се президентите да се изваят от главата до кръста в скалите, но работата е прекратена заради внезапната смърт на Борглам. По-късно синът му опитва да завърши делото на баща си, но финансирането на проекта е спряно, защото парите са били пренасочени за ресурсите на Втората световна война.

## Туризъм
Целият мемориален комплекс „Планината Ръшмор“ е изграден с първоначална цел да се привлече по-голям брой туристи към Блек Хилс. Най-много посетители тук има през лятото, около юни и август, но по-удачното време за посещение е или през април-май, или периода от септември до октомври. Туризмът в Южна Дакота е втората по приходи индустрия, като „Планината Ръшмор“ е най-голямата туристическа атракция. През 2004 г. над 2 милиона посетители са пътували до мемориала.

## Любопитни факти
Образът на Теодор Рузвелт е разположен в по-заден план от тези на другите президенти, тъй като при експлозия е бил отчупен твърде голям масив от скалите.